# 居切駅
居切駅（いぎりえき）は、かつて茨城県鹿島郡神栖町（現在の神栖市）にあった鹿島臨海鉄道鹿島臨港線の駅（廃駅）である。
開業当初は貨物駅であったが開業以来貨物の発着実績はなく、1978年（昭和53年）に旅客営業を開始するも同年に廃止された。現在は駅跡付近に分岐器が残るのみである。

## 歴史
- 1970年（昭和45年）7月21日：貨物駅として開業。
- 1978年（昭和53年）
  - 7月25日：旅客営業開始。[要出典]
  - 11月1日：廃止。

## 隣の駅
鹿島臨海鉄道
鹿島臨港線
北鹿島駅 - 居切駅 - 神栖駅